# Japán makákó
A  japán makákó (vörös pofájú makákó, Macaca fuscata) a cerkóffélék családjába (Cercopithecidae), azon belül pedig a cerkófmajomformák alcsaládjába (Cercopithecinae) tartozó faj.

## Elterjedése
A legészakabbra élő majomfaj. Japán szigetein él.

## Életmódja
Tápláléka: gyümölcs, bogyó, gomba, levelek, fiatal hajtások, gerinctelenek. Elsősorban növényi eredetű táplálékokat fogyasztanak, de kisebb állatokat is elkapnak. Jól tűri a hideget, olyan területeken is megél, ahol télen a hőmérséklet -15 °C. Földön és fákon egyaránt ügyesen mozog, a majmok többségétől eltérően kedveli a vizet és szeret fürödni. Télen gyakran felkeresik a hőforrásokat melegedni (amely szokásuk gyakori témája a természetfilmeknek).
15–200 fős, állandóan vándorló csoportokban él. A csoport fő összetartó ereje a nőstények kapcsolatrendszere. A nőstények életük végéig a szülőcsoportjukban maradnak, a hímek viszont elköltöznek. A japán makákók meglehetősen szaporák, mivel az anyák az idősebb kölykök gondozását meg tudják osztani a rokonokkal. A csoportok szociális szerkezete rendkívül komplex, valóságos majomtársadalom. Szabadon élő és fogságban tartott példányaik is kialakítanak a csoporton belül egy „magot”a többnyire rokon domináns nőstényekből; a többiek a „perifériára” szorulnak. A táplálékhoz és vízhez jutásnál is érvényesítik a rangsort, de az „elithez” tartozók azt egymás közt nem veszik különösebben szigorúan; csak komolyabb konfliktusokban érvényesítik. Az „elitbe” a rokonokon kívül bekerülhetnek a tagok fiatalkori játszótársai vagy azok kölykei is.
A hím 3,5, a nőstény 5 éves korában válik ivaréretté; körülbelül 173 nap vemhesség után általában egy kölyköt szül.

## Természetvédelmi helyzete
Jelenleg még elég gyakori fajnak számít, Magyarországon a Kecskeméti Vadaskertben, és a Jászberényi Állat- és Növénykertben élnek japán makákók.

## További információk

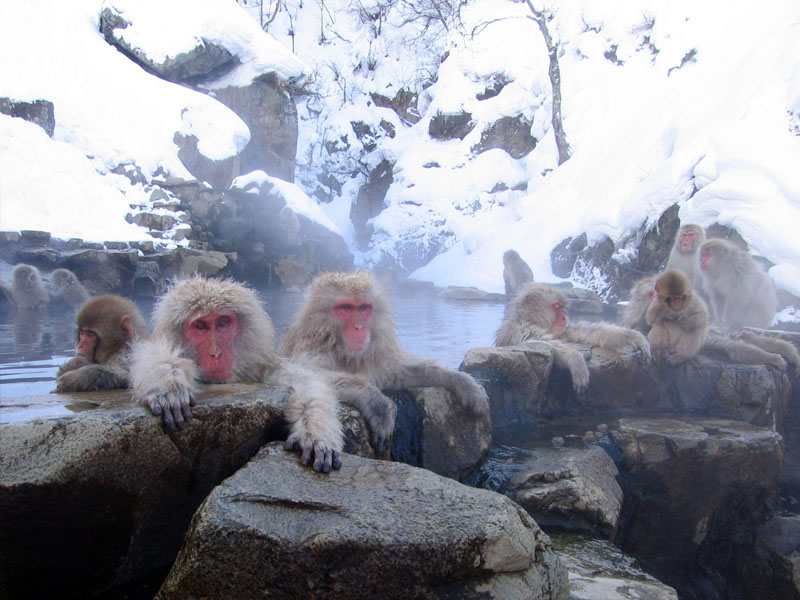
Termálforrásban fürdőző japán makákók

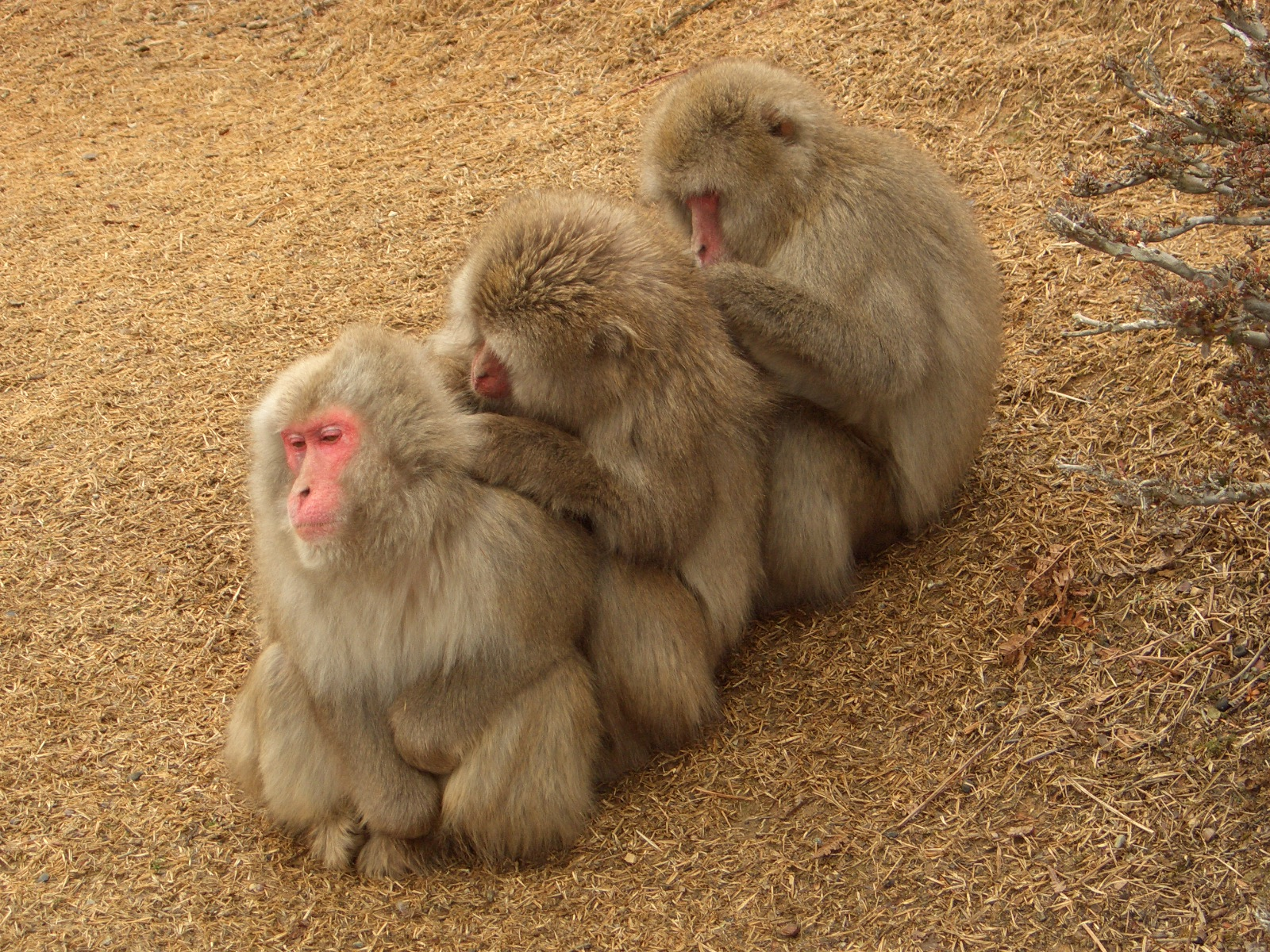
Kurkászó japán makákók